# Adrià Aguacil Portillo
Adrià Aguacil Portillo (Sabadell, 3 de junio  de 2000) es un novelista y activista español.
Escribe desde los seis años. Es  representado por la agencia literaria Sandra Bruna. Además, da charlas en torno a su obra en institutos e hizo de jurado en el Concurso Joan Oliver de 2021. Defiende a la comunidad LGBT, de la que forma parte: se posiciona en contra de la violencia, cuya discriminación y asesinatos son víctimas las personas de este colectivo y reclama más referentes fuera de la norma.

## Formación
En primer lugar, estudió el bachillerato en el Institut Pau Vila. Concretamente, realizó el bachibaque, una modalidad que mezcla el modelo español y el francés, y obtuvo muy buenos resultados. Después, entró en el grado de Comunicación Audiovisual en la Universidad de Barcelona, pero no le convenció; así que en 2019 se cambió a Literatura en la misma universidad. En paralelo, fue participando en varios cursos de Escritorio, la escuela de escritura creativa de la ciudad.

## Reconocimientos
Es especialmente notoria su primera novela, La botiga de vides, de temática adolescente. Gracias al libro en cuestión, recibió el Premio Ciudad de Badalona de Narrativa Juvenil en 2020 y la obra se publicó en otoño de ese año bajo el sello editorial Animallibres, que pertenece al grupo Bromera. Al año siguiente, es nominado al Premio Llibreter en la categoría de Literatura Infantil y Juvenil en catalán. La botiga de vides es la novela más vendida de la colección juvenil de Animallibres y al mismo tiempo la novena más vendida de la editorial.
Aparte de eso, había ganado antes certámenes de relatos, como el Concurso Joan Oliver juvenil del Casal Pere Quart en 2017 y 2018, y el Premio Mercè Blanch en narrativa en 2018. El jurado del Premio Ciudad de Badalona de Narrativa Juvenil destacó «la originalidad de la idea de que vertebra la obra y la madurez narrativa con un estilo fresco y espontáneo que conecta con la empatía juvenil. » En 2019 fue finalista en el Premio Viento de Puerto de la Casa del Sol Naciente de Tremp. Finalmente, en 2021 no pasó de finalista al 6.º Premio cuento corto Es Còdol, que ganó Mariona Castells.
Fuera del ámbito literario, en 2021 fue galardonado en el 1r Torneo de Catan de Berga, un juego de mesa del que es aficionado.

## Obra
| Año  | Título                | Editorial    |
| ---- | --------------------- | ------------ |
| 2020 | La botiga de vides    | Animallibres |
| 2022 | La guerra dels tions  | Animallibres |
| 2023 | Armarios y barricadas | Montena      |